# Delfín Benítez Cáceres
Delfín Benítez Cáceres (24 de setembre de 1910 - 8 de gener de 2004) fou un futbolista paraguaià.

## Selecció del Paraguai
Va formar part de l'equip paraguaià a la Copa del Món de 1930. Un cop retirat fou entrenador dels clubs Independiente Medellín, Sporting de Barranquilla, Boca Juniors de Cali i Millonarios.

## Referències

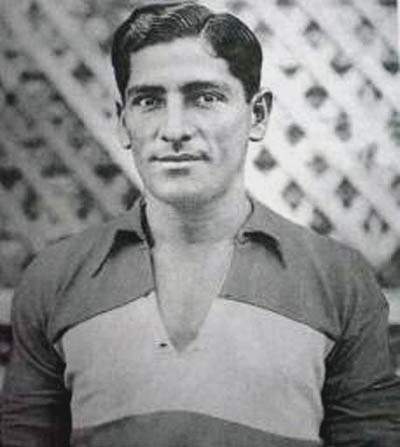
Delfín Benítez Cáceres jugant a Boca Juniors

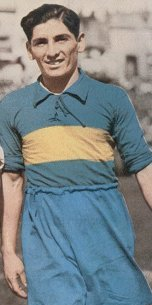
Delfín Benítez Cáceres jugant a Boca Juniors